# Lijst van nummer 1-hits in de Verrukkelijke 15 in 1987
Deze nummers stonden in 1987 op nummer 1 in de Verrukkelijke 15.
| Nummer | Datum        | Artiest                  | Titel                                        |
| ------ | ------------ | ------------------------ | -------------------------------------------- |
| 66     | 6 januari    | Fatal Flowers            | Younger Days                                 |
|        | 13 januari   | Fatal Flowers            | Younger Days                                 |
|        | 20 januari   | Fatal Flowers            | Younger Days                                 |
|        | 27 januari   | Fatal Flowers            | Younger Days                                 |
| 67     | 3 februari   | Iggy Pop                 | Real Wild Child                              |
|        | 10 februari  | Iggy Pop                 | Real Wild Child                              |
| 68     | 17 februari  | Kool Moe Dee             | Go See the Doctor                            |
| 69     | 24 februari  | The Cult                 | Love Removal Machine                         |
|        | 3 maart      | The Cult                 | Love Removal Machine                         |
| 70     | 10 maart     | Beastie Boys             | (You Gotta) Fight for Your Right (to Party!) |
| 71     | 17 maart     | U2                       | With or Without You                          |
|        | 24 maart     | U2                       | With or Without You                          |
|        | 31 maart     | U2                       | With or Without You                          |
|        | 7 april      | U2                       | With or Without You                          |
| 72     | 14 april     | World Party              | Ship of Fools                                |
|        | 21 april     | World Party              | Ship of Fools                                |
| 73     | 28 april     | The Cure                 | Why Can't I Be You?                          |
|        | 5 mei        | The Cure                 | Why Can't I Be You?                          |
|        | 12 mei       | The Cure                 | Why Can't I Be You?                          |
|        | 19 mei       | The Cure                 | Why Can't I Be You?                          |
| 74     | 26 mei       | Chris Isaak              | Blue Hotel                                   |
| 75     | 2 juni       | Little Steven            | Bitter Fruit                                 |
| 76     | 9 juni       | U2                       | I Still Haven't Found What I'm Looking For   |
|        | 16 juni      | U2                       | I Still Haven't Found What I'm Looking For   |
| 77     | 23 juni      | Suzanne Vega             | Luka                                         |
|        | 30 juni      | Suzanne Vega             | Luka                                         |
| 78     | 7 juli       | Neil Young & Crazy Horse | Long Walk Home                               |
|        | 14 juli      | Neil Young & Crazy Horse | Long Walk Home                               |
| 79     | 21 juli      | Robert Cray              | Right Next Door (Because of Me)              |
|        | 28 juli      | Robert Cray              | Right Next Door (Because of Me)              |
|        | 4 augustus   | Robert Cray              | Right Next Door (Because of Me)              |
| 80     | 11 augustus  | The Smiths               | Girlfriend in a Coma                         |
|        | 18 augustus  | The Smiths               | Girlfriend in a Coma                         |
|        | 25 augustus  | The Smiths               | Girlfriend in a Coma                         |
|        | 1 september  | The Smiths               | Girlfriend in a Coma                         |
| 81     | 8 september  | John Mellencamp          | Paper in Fire                                |
|        | 15 september | John Mellencamp          | Paper in Fire                                |
| 82     | 22 september | Michael Jackson          | Bad                                          |
|        | 29 september | Michael Jackson          | Bad                                          |
| 83     | 6 oktober    | De Dijk                  | Dansen op de Vulkaan                         |
| 84     | 13 oktober   | LL Cool J                | I Need Love                                  |
| 85     | 20 oktober   | Then Jerico              | The Motive                                   |
| 86     | 27 oktober   | George Michael           | Faith                                        |
| 87     | 3 november   | Nits                     | In the Dutch Mountains                       |
|        | 10 november  | Nits                     | In the Dutch Mountains                       |
| 88     | 17 november  | Terence Trent D'Arby     | Dance Little Sister                          |
| 89     | 24 november  | Icehouse                 | Crazy                                        |
|        | 1 december   | Icehouse                 | Crazy                                        |
| 90     | 8 december   | INXS                     | Need You Tonight                             |
|        | 15 december  | INXS                     | Need You Tonight                             |
| 91     | 22 december  | T'Pau                    | China in Your Hand                           |